# Маврикий на летних Олимпийских играх 2008
Маврикий принял участие на летних Олимпийских играх 2008 года , отправив на игры в Пекин 12 спортсменов в 7 видах спорта: стрельбе из лука, лёгкой атлетике, боксе, бадминтоне, велоспорте, плавании и тяжёлой атлетике.
На Олимпийских играх в Пекине Бруно Джули завоевал бронзовую медаль в боксе в весовой категории до 54 кг, которая стала первой олимпийской наградой Маврикия за историю выступления страны на Олимпийских играх.

## Бадминтон
Женщины
| Спортсмен/Дисциплина         | 1/32 | 1/16                          | 1/8       | 1/4       | 1/2       | Финал     |
| ---------------------------- | ---- | ----------------------------- | --------- | --------- | --------- | --------- |
| Карен Фу Куне Индивидуальный |      | 10 августа 2008 Лу Лань П 0-2 | не прошла | не прошла | не прошла | не прошла |

## Бокс
От Маврикия квалифицировались два боксёра — Брюно Жюли в весовой категории до 54 кг и Ришарно Колен в весовой категории до 64 кг. Оба спортсмена добыли олимпийские путёвки на втором африканском квалификационном турнире в Виндхуке.
В весе до 54 кг Брюно Жюли завоевал бронзовую медаль, которая стала первой в истории олимпийской сборной Маврикия.
| Спортсмен/Категория    | 1/16                                          | 1/8                                     | Четвертьфиналы                                   | Полуфиналы                        | Финал     |
| ---------------------- | --------------------------------------------- | --------------------------------------- | ------------------------------------------------ | --------------------------------- | --------- |
| Брюно Жюли До 54 кг    | 12 августа 2008 Эмануэль Тхабисо Нкету В 17-8 | 15 августа 2008 Хуршид Тожибаев В 16-4  | 18 августа 2008 Хектор Манзанилла Рангель В 13-9 | 22 августа 2008 Янкель Леон П 5-7 | не прошёл |
| Ришарно Колен До 64 кг | 10 августа 2008 Мике Карвалью В 15-11         | 14 августа 2008 Геннадий Ковалёв П 2-11 | не прошёл                                        | не прошёл                         | не прошёл |

## Велоспорт

### Шоссейный велоспорт
Женщины
| Спортсмен        | Дисциплина      | Время             | Место |
| ---------------- | --------------- | ----------------- | ----- |
| Аурели Хальбвахс | Групповая гонка | 3ч 52:11 (+19:47) | 62    |

## Лёгкая атлетика
Мужчины
| 200 м           | Стефан Букланд | 20.98        | 37           | 20.37        | 8            | 20.48        | 12           | не прошёл    | не прошёл    | не прошёл | не прошёл | не прошёл | не прошёл |
| 400 м           | Эрик Милазар   | 46.06        | 33           | не прошёл    | не прошёл    | не прошёл    | не прошёл    | не прошёл    | не прошёл    |           |           |           |           |
| Прыжок в высоту | Арнод Каскет   | не стартовал | не стартовал | не стартовал | не стартовал | не стартовал | не стартовал | не стартовал | не стартовал |           |           |           |           |

Женщины
| Спортсмен | Дисциплина      | Квалификация | Квалификация | Полуфиналы | Полуфиналы | Финал     | Финал     |
| Спортсмен | Дисциплина      | Результат    | Место        | Результат  | Место      | Результат | Место     |
| --------- | --------------- | ------------ | ------------ | ---------- | ---------- | --------- | --------- |
| 800 м     | Аннабель Ласкар | 2:06.11      | 34           | не прошла  | не прошла  | не прошла | не прошла |

## Плавание
Мужчины
| Спортсмен  | Дисциплина           | Квалификация | Квалификация | Полуфинал | Полуфинал | Финал     | Финал     |
| Спортсмен  | Дисциплина           | Время        | Место        | Время     | Место     | Время     | Место     |
| ---------- | -------------------- | ------------ | ------------ | --------- | --------- | --------- | --------- |
| Гаель Адам | 100 м вольным стилем | 52.35        | 57           | не прошёл | не прошёл | не прошёл | не прошёл |

Женщины
| Спортсмен      | Дисциплина          | Квалификация | Квалификация | Полуфинал | Полуфинал | Финал     | Финал     |
| Спортсмен      | Дисциплина          | Время        | Место        | Время     | Место     | Время     | Место     |
| -------------- | ------------------- | ------------ | ------------ | --------- | --------- | --------- | --------- |
| Диане Этьенетт | 50 м вольным стилем | 28.83        | 63           | не прошла | не прошла | не прошла | не прошла |

## Стрельба из лука
Женщины
В стрельбе из лука на Олимпийские игры от Маврикия квалифицировалась одна спортсменка — Вероник Марье Д’Уненвилль.
| Спортсмен/Дисциплина                     | Отборочный раунд | Отборочный раунд | 1/32                                | 1/16      | 1/8       | 1/4       | 1/2       | Финал     | Итоговое место |
| Спортсмен/Дисциплина                     | Очки             | Место            | Результат                           | Результат | Результат | Результат | Результат | Результат | Итоговое место |
| ---------------------------------------- | ---------------- | ---------------- | ----------------------------------- | --------- | --------- | --------- | --------- | --------- | -------------- |
| Вероник Марье Д’Уненвилль Индивидуальный | 605              | 53               | 8 августа 2008 Аида Роман П' 97-108 | не прошла | не прошла | не прошла | не прошла | не прошла | 59             |

## Тяжёлая атлетика
Мужчины
| Спортсмен/Категория  | Рывок     | Рывок | Толчок    | Толчок | Сумма | Итоговое место |
| Спортсмен/Категория  | Результат | Место | Результат | Место  | Сумма | Итоговое место |
| -------------------- | --------- | ----- | --------- | ------ | ----- | -------------- |
| Рави Бхолла До 94 кг | 125       | 18    | 150       | 16     | 275   | 16             |